# 불결투쟁
불결투쟁(Dirty protest)은 북아일랜드 분쟁 당시 HM 교도소 메이즈에 수감된 아일랜드 공화국군 임시파(PIRA)와 아일랜드 민족해방군(INLA) 요원들이 자신들을 잡법이 아닌 정치범으로 대우해 줄 것을 요구하며 벌인 5년간의 시위의 두 번째 단계이다. 아마 여성교도소에서도 동참자가 나타났다.
PIRA를 비롯한 분리주의자들은 1972년부터 특수범주지위에 의해 정치범 내지 전쟁포로 대우를 받았으나, 1976년부터 그 특혜가 취소되었다. 이에 키어런 누겐트를 시작으로 수감자들이 죄수복을 거부하고 벌거벗거나 모포 한장만 걸치고 다니는 모포투쟁에 돌입했다.
1978년 3월, 일부 수감자들이 교도관들의 폭행을 이유로 샤워장이나 화장실을 가기 위해 감방에서 나가는 것을 거부했다. 이에 요강과 세숫대야가 제공되었다. 수감자들은 감방 안에 샤워기를 설치해 달라고 요구했으나 거부당하자 세숫대야를 사용하기를 거부하고 나섰다. 1978년 4월 말에 수감자 한 명과 교도관 한 명 사이에 싸움이 붙었고, 그 수감자는 독방으로 끌려갔다. 그리고 그 수감자가 몹시 심하게 두들겨 맞았다는 소식이 감옥 안에 번졌다. 수감자들은 감방의 가구를 박살내면서 항의했고, 이에 교도소 측은 아직 박살나지 않은 가구들을 감방에서 싹 빼 버리고 매트리스만 던져주는 것으로 응대했다. 수감자들은 감방에서 나가길 거부했고, 그 결과 교도관들은 그들을 씻길 수가 없었다. 이런 전차로 모포투쟁은 불결투쟁으로 진화하였다. 수감자들은 감방에서 나가길 거부하며 감방에서 먹고 싸고 하면서 감방 벽에 배설물을 비롯한 배출물들을 처바르며 시위했다.
7월 31일, 아마 주의 대주교인 토마스 오 피어크가 교도소를 위문 방문했다가 이 꼴을 보고 충격을 받아 대중에 그 실태를 고발했다. 피어크는 감옥 상태가 “참을 수 없었으며, 구토할까 두려워 수감자들과 대화를 나누지 못했을 지경”이라 하였다. 또 그럼에도 불구하고 수감자들의 사기는 매우 높다고 밝혔다.
시위는 그 뒤로도 계속되었으나 영국 정부는 무시로 일관했다. 1980년 1월, 수감자들은 소위 "5개조 요구"로 알려진 요구사항을 발표하게 된다.
1. 죄수복을 입지 않을 권리.
2. 노역에 동원되지 않을 권리.
3. 교육적 오락적 목적을 위해 다른 죄수들과 자유롭게 교류할 권리.
4. 주 1회 면회, 편지, 소포의 권리.
5. 시위 과정에서 상실된 감형의 완전한 복구.[7]

1980년 2월 아마 여성교도소의 마레드 페렐을 비롯한 서른 명 이상의 수감자들이 남성 교도관들의 여성 수감자 처우 문제에 대해 교도소장과 논쟁을 벌인 뒤 불결투쟁에 동참했다. 여성 수감자는 원래 자기 옷을 입을 수 있었기에 이들은 모포투쟁은 하지 않았지만, 대신 남자 수감자들의 행태에 더하여 생리혈을 감방 벽에 뿌려대며 시위했다.
1980년 6월, 유럽 인권위원회가 이들 수감자들은 “정치적 목적을 위한 동정을 유도하기 위해 설계된” 행동을 한 것으로써, 그들의 상태가 “비인간”적이지 않다고 결론내렸다. 이에 따라 영국 정부의 태도는 더욱 강경해졌다. 그리고 1980년 10월 27일, 사태는 그 유명한 아일랜드 단식투쟁으로 번져가기에 이른다.